# C. J. Ramone

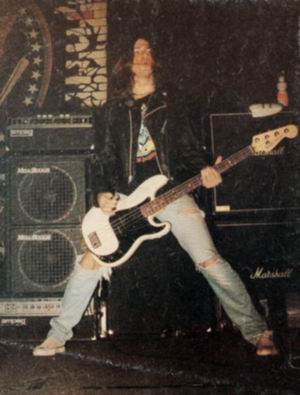
C.J. Ramone 1991.

C.J. Ramone, egentligen Christopher Joseph Ward, född 8 oktober 1965 i Queens i New York, är en amerikansk musiker mest känd som basist i punkbandet Ramones mellan 1989 och 1996. C.J., tidigare militär, var ett stort fan av Ramones, i synnerhet Dee Dee Ramone vilken han kom att ersätta när denna hoppade av bandet och påbörjade sin hiphop-karriär. Under tiden i Ramones bildade C.J. även bandet Los Gusanos.

## Album med Ramones
- 1992 – Loco Live
- 1992 – Mondo Bizarro
- 1993 – Acid Eaters
- 1995 – ¡Adios Amigos!
- 1996 – Greatest Hits Live
- 1997 – We're Outta Here